# Manuel Fernández Castrillón
Manuel Fernández Castrillón (* um 1780 in Spanien oder auf Kuba; † 21. April 1836) war ein mexikanischer Offizier.

## Leben
Er diente zuerst in der spanischen Armee, im mexikanischen Unabhängigkeitskrieg lief er zu den Rebellen über. Er war mit dem ersten mexikanischen Präsidenten Antonio López de Santa Anna befreundet.
Castrillón starb als General in der Schlacht von San Jacinto, in der die texanischen Truppen über die mexikanischen siegten. Er liegt auf dem De Zavala Family Cemetery in La Porte, Harris County, Texas begraben.